# Pseudancistrus genisetiger
Pseudancistrus genisetiger är en fiskart som beskrevs av Fowler, 1941. Pseudancistrus genisetiger ingår i släktet Pseudancistrus och familjen Loricariidae. Inga underarter finns listade i Catalogue of Life.